# Charles Djungu-Simba
Charles Djungu-Simba est un professeur, chercheur, journaliste et écrivain congolais, né en 1953 au Sud-Kivu.

## Biographie
Charles Djungu-Simba Kamatenda est né le 23 décembre 1953 à Kamituga dans la province du Sud-Kivu en République démocratique du Congo. Il est titulaire d’une  licence en Langue et littérature française obtenue en 1976 à L’université de Lubumbashi(UNILU) et d’un doctorat en philosophie et lettres de L’université d’Anvers en 2004. Il a travaillé comme journaliste dans plusieurs radios de la Congolaises : à la Radio-Télévision Nationale Congolaise (RTNC), à la radio catholique Elikya et  à la radio commerciale Raga. Dans les années 1990, il a été Conseiller en matière de Presse et culture dans le cabinet du premier ministre Etienne Tshisekedi. Il vit en exil en Belgique depuis 1998 où il travaille comme chercheur en littérature francophone pour l’université d’Anvers et  chercheur associe en écriture à l’université Paul-Verlaine de Metz en France 

## Œuvres

### Romans
- La petite histoire de Nené, (récit pour la jeunesse), éditions Saint-Paul Afrique, Kinshasa, 1985.
- Les aventures de Kandolo, (roman pour la jeunesses), éditions Saint-Paul Afrique, Kinshasa, 1987.
- Cité 15,(Roman), Paris, L’Harmattan, 1989, 77 pages[2].
- On a échoué, (roman), (rééd. 2002), L’Harmattan, Paris, 80 pages, 1991[3],[4].
- Des milliers de vies au taux du jour, (Roman), Kinshasa – Bruxelles, Éditions du Trottoir,1996.
- La Fin des haricots. Chronique congolaise, Paris, L’Harmattan; Kinshasa, Les Éditions du Trottoir, 2001, 82 p[5].
- Grands lacs d’Afrique, avec L. Kalimbiriro,(roman), Les Éditions du Pangolin, Huy, 2003.
- Conter mes mondes,(roman), Les Éditions du Pangolin, Huy, 2003.
- Je connais un pays,(roman), Les Éditions du Pangolin, Huy, 2003.
- L’Enterrement d’Hector, Paris, L’Harmattan, 2005, 147 p[6].
- Tremblements et bâtardises, Kinshasa, Médiaspaul, 2009, 140 p.

### Essais
- Le phénomène Tshisekedi, (essai), éditions du Trottoir, Kinshasa-Bruxelles, 1994.
- Bankanja Isidore, vrai chrétien, vrai Zaïrois, (essai), Médiaspaul, Kinshasa, 1995.
- En attendant Kabila. Kinshasa, fin de règne, essai, Bruxelles, EPO, 1997, 135 p.
- La Chèvre, l’herbe et la corde. Parcours d’une passion d’écrire,essai, Paris, L’Harmattan, 2002, 99 p[7],[8] et bien d'autres œuvres. Fait par Plamedi Mwira élève de Lycée Wima.

### Historique
- Du pèze sous les acacias, (récit), éditions du Trottoir, Kinshasa-Bruxelles, 1994.
- L’Etang hanté,(récit), Médiaspaul, Kinshasa, 1995.
- Ici ça va. Récit d’exil, Bruxelles, Atelier des Écrivains Marginaux, 2000, 75 p.
- Le Taureau noir, récit, Huy, Les Éditions du Pangolin, 2005, 116 p.
- Nuages sur Bukavu. Carnet d’un détour au pays natal, Huy, Les Éditions du Pangolin, 2007, 199 p.

### Contes et poèmes
- Autour du feu, contes d’inspiration Léga, (contes), éditions Saint-Paul Afrique, Kinshasa,1984.
- Turbulences, (poésie), éditions du Trottoir, Kinshasa-Bruxelles, 1992.
- Kongo Yetu, (poèmes), Les Éditions d’Arouet, Ferney-Voltaire, 2000.

### Nouvelles
- Sandruma: On démon-cratise, (nouvelle), éditions du Trottoir, Kinshasa-Bruxelles, (recueil coll., sous la direction de Djungu-Simba) 1994.
- Monologue pluriel, nouvelle, in «Le camp des innocents», recueil coll., Lansman Éditeur/CEC, Carnières-Bruxelles,2006.
- Les terrassiers de Bukavu, Éditions L’Harmattan, 2009 - 176 pages[9].

## Récompenses
- Prix Littéraire Williams Sassine pour Le Camp des innocents[10].